# Los Nogales (Santa Fe)
Los Nogales es una pequeña localidad del departamento Caseros, en la provincia de Santa Fe, Argentina. Está ubicada sobre la ruta provincial 92, entre Arequito y San José de la Esquina, a unos 45 km al oeste de Casilda y 100 km de Rosario.

## Historia
Aunque no existe material bibliográfico sobre la historia de Los Nogales, existen algunos documentos señalan que fue fundado el 4 de agosto de 1894 por Enry Thomas Fenwick en un terreno que donó al gobierno provincial para el trazado urbano.
He aquí un plano que muestra los terrenos que donó el gobierno con sus respectivos lugares, calles e instituciones a crear con una superficie de 1,030,000 M ² (unas 68 cuadras). Actualmente el pueblo está constituido por 16 cuadras y carece de muchas de las instituciones establecidas en el plano.
El resto del terreno no utilizado para urbanización, se utiliza para plantación.

Mapa de como sería "Pueblo Fenwick" actual "Los Nogales"

## Población
Cuenta con 152 habitantes (Indec, 2010), lo que representa un incremento del 7% frente a los 142 habitantes (Indec, 2001) del censo anterior.
| Gráfica de evolución demográfica de Los Nogales entre 1991 y 2010 |
|                                                                   |
| Fuente: Censos nacionales del INDEC                               |

### Toponimia
Su nombre evoca a la estación de trenes Los Nogales del Ferrocarril General Bartolomé Mitre que previamente se conocía como estación Fenwick y Kilómetro 97.

## Situación administrativa
Por tener pocos habitantes, depende de la jurisdicción de la comuna de San José de la Esquina, que se encuentra a unos 10 km y que se encarga de prestar los servicios públicos de recolección de residuos, riego de calles (no posee calles pavimentadas) y mantenimiento general.
Para manejar los asuntos locales se encuentra la Asociación Vecinal de Los Nogales.
El radio urbano está formado por 16 manzanas semipobladas, la mayoría de las calles son de tierra, a excepción de seis cuadras que cuentan con cordón cuneta y mejorado de ripio, obra que es las más importante de los últimos tiempos, realizada hace más de dos décadas con fondos de la vecinal.
Cuenta con energía eléctrica, teléfono, internet, pero carece de correo, agua potable, cloacas y gas natural. Tampoco tiene médicos ni farmacias y sólo funciona un dispensario con una enfermera. También estuvo sin policía hasta que el año 2005 cuando la Unidad Regional IV Caseros habilitó un destacamento a cargo de un efectivo (Actualmente se encuentra fuera de servicio)

## Santo Patrono

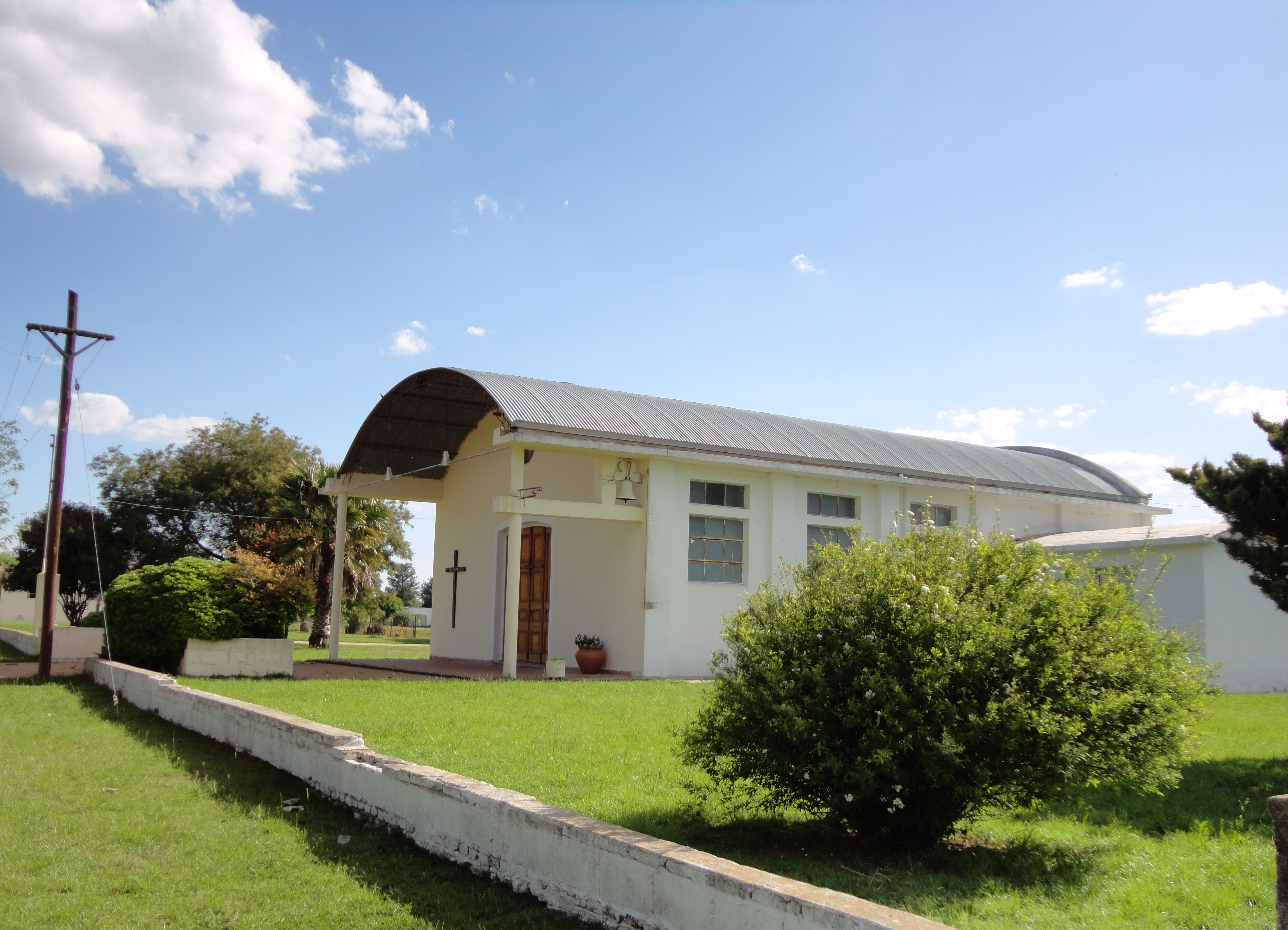
Capilla "Santa Teresa de Jesús"

Todos los 15 de octubre se celebrar el Día de Santa Teresa de Jesús, patrona de la localidad. Se realiza la procesión llevando a la santa por las calles del pueblo culminando en el Club Social, donde se pueden degustar comidas típicas y presenciar bailes como folklore, tango, árabe. 
Es el acontecimiento social más importante, aunque ya no tiene la misma convocatoria de otros años.

## Educación
La localidad cuenta con dos instituciones educativas.
- Escuela Secundaria para mujeres C.F.R. (Centro de Formación Rural) "El Ceibo" N°2072
- Escuel primaria "Manuel Belgrano" N°203

## Personajes
- Fabián Cancelarich, futbolista subcampeón Mundial de Italia en 1990.